# Frankliniella ewarti
Frankliniella ewarti är en insektsart som beskrevs av Sakimura och O'neill 1979. Frankliniella ewarti ingår i släktet Frankliniella och familjen smaltripsar. Inga underarter finns listade i Catalogue of Life.